# Rajon Ilinden
Rajon Ilinden (bulgariska: Район Илинден) är ett distrikt i Bulgarien.   Det ligger i kommunen Stolitjna Obsjtina och regionen Sofija-grad, i den västra delen av landet. 
Runt Rajon Ilinden är det i huvudsak tätbebyggt. Runt rajon Ilinden är det tätbefolkat, med 849 invånare per kvadratkilometer.